# BMC Kirpi
BMC Kirpi (česky: ježek) je turecké obrněné vozidlo třídy MRAP navržené a vyráběné společností BMC.

## Vývoj
Vývoj obrněnce začal v roce 2008, první prototyp byl vyroben o rok později. První objednávka turecké armády zněla 468 vozidel, dalších 200 kusů obdržela turecká policie a četnictvo.

## Design

### Pancéřování
Kirpi je postaveno na podvozku nákladního automobilu BMC 235-16P. Podvozek je modelován, stejně jako u ostatních obrněnců kategorie MRAP, do tvaru písmene „V“, jenž zmírňuje účinky explozi miny, konkrétně do síly 8 kg TNT. Pancéřování je podle standardů NATO na úrovni STANAG 4569 Level 3, mělo by tedy odolat výstřelům ze zbraní do ráže 7,62 mm včetně.

### Pohon
Obrněnec je poháněn dieselovým motorem Cummins o výkonu 275 kW. Umožňuje provoz i v náročných klimatických podmínkách, od -32 °C do +55 °C.

### Osádka
Osádka sestává ze tří osob, a sice řidiče, střelce a velitele. Kirpi převeze v závislosti na konfiguraci od 6 do 10 pasažérů. Osádka jej opouští bočními dveřmi a zadní rampou. Pokud se vozidlo převrátí, což se strojům této kategorie může stát kvůli své výšce poměrně snadno, mohou se vojáci dostat ven skrze střešní poklopy.

## Uživatelé
- Katar - objednáno 50 vozidel
- Kosovo - v roce 2021 objednáno 10 obrněnců, mají být dodány následující rok
- Libye
- Pákistán
- Somálsko - 12 vozidel
- Tunisko - první zahraniční zájemce,[3] 141 vozidel ve službě a dalších 46 objednáno
- Turecko
  - Turecká armáda - 1756
  - Turecké četnictvo - 200
- Turkmenistán - 100 obrněnců
- Ukrajina – 50 kusů.[4] Dle nezávislého webu Oryx ztratila Ukrajina k březnu 2024 dle volně dostupné fotodokumentace nejméně 21 vozidel, dalších sedm bylo poškozeno a dva kusy ukořistěny ruskou armádou.[5]